# Friedrich Carl Büttner
Friedrich Carl Büttner (* 27. Oktober 1742 in Hellingen; † 18. Juni 1822 in Weimar) war Jurist und sachsen-weimarischer Geheimer Kammerrat in Weimar.
Er war Sohn des herzoglichen Kammerrates Ludwig Daniel Büttner, der von Franken nach Weimar berufen wurde. Büttner war Absolvent des Wilhelm-Ernst-Gymnasiums Weimar. Am 23. April 1763 wurde er in Jena immatrikuliert. Ab 1767 war er Beamter der herzoglichen Kammer in Weimar, zunächst Registrator. Er wurde Kammerascessor cum voto. Goethes Sekretär Ernst Carl Christian John (1788–1856) war Büttners Stiefsohn. Seine höchste Position war die des Vizepräsidenten des Kammerkollegiums. In seinem Zuständigkeitsbereich war auch die Flößerei auf der Ilm.
In der Herzogin-Anna-Amalia-Bibliothek hat sich ein Stammbuch Büttners mit Eintragungen 1763–1770 erhalten.
Karl August Büttner war sein Sohn. 